# Liste der Mitglieder des preußischen Abgeordnetenhauses (20. Wahlperiode)
Diese Liste gibt einen Überblick über die Mitglieder des preußischen Abgeordnetenhauses zu Beginn der 20. Legislaturperiode (1903–1908).
Fraktionen
- Deutschkonservative Partei: 143
- Freikonservative Partei: 59
- Nationalliberale Partei: 79
- Freisinnige Volkspartei: 24
- Freisinnige Vereinigung: 8
- Zentrumspartei: 97
- Polen: 13
- Bei keiner Partei 10

Außerdem:
- Bund der Landwirte
- Dänen
- Deutsche Reformpartei

## A
| Name                       | Lebensdaten | Beruf                                 | Wahlkreis                                                  | Fraktion                |
| -------------------------- | ----------- | ------------------------------------- | ---------------------------------------------------------- | ----------------------- |
| Albers, Wilhelm            | 1838–1913   | Landwirt                              | Minden 4 (Warburg/Höxter)                                  | Zentrum                 |
| Arenberg, Franz Ludwig von | 1849–1907   | Legationssekretär a. D.               | Aachen 1 (Schleiden, Malmedy, Montsoie)                    | Zentrum                 |
| Arendt, Leberecht          | 1837–1910   | Gutsbespächter/Oberamtmann            | Königsberg 2 (Labiau, Wehlau)                              | Kons./BDL               |
| Arendt, Otto (Dr.)         | 1854–1936   | Rentner/Schriftsteller                | Merseburg 5 (Mansfelder Seekreis, Mansfelder Gebirgskreis) | Freikonservativ         |
| Arndt, Adolf               | 1839–1912   | Rittergutsbesitzer                    | Danzig 4 (Berent, Pr. Stargard, Dirschau)                  | Freikonservativ         |
| Arnim-Züsedom, Karl von    | 1846–1913   | Kammerherr/Hauptritterschaftsdirektor | Potsdam 8 (Prenzlau/Angermünde)                            | Konservativ             |
| Aronsohn, Louis            | 1850–1928   | Kommerzienrat                         | Bromberg 2 (Wirsitz/Bromberg)                              | Freisinnige Volkspartei |

## B
| Name                               | Lebensdaten | Beruf                                    | Wahlkreis                                                               | Fraktion                |
| ---------------------------------- | ----------- | ---------------------------------------- | ----------------------------------------------------------------------- | ----------------------- |
| Bachem, Karl (Dr.)                 | 1858–1945   | Rechtsanwalt                             | Düsseldorf 10 (Krefeld)                                                 | Zentrum                 |
| Bachmann, Karl                     | 1842–1916   | Amtsgerichtsrat                          | Schleswig-Holstein 4 (Tondern)                                          | Nationalliberal         |
| Baensch-Schmidtlein, Max           | 1852–?      | Landwirt/Amtsvorsteher                   | Liegnitz 7 (Hirschberg/Schönau)                                         | Freikonservativ         |
| Ballestrem, Gustav von             | 1872–1909   | Rittergutsbesitzer                       | Oppeln 1 (Kreuzburg/Rosenberg)                                          | Zentrum                 |
| Bandemer, Rudolf von               | 1829–1906   | Fideikommissherr                         | Köslin 1 (Lauenburg/Bütow/Stolp)                                        | Konservativ             |
| Barthold, Theodor                  | 1825–1908   | Gutspächter/Amtsrat                      | Potsdam 8 (Jüterbog-Luckenwalde)                                        | Freikonservativ         |
| Bartling, Eduard                   | 1845–1927   | Industrieller                            | Wiesbaden 9 (Wiesbaden/Untertaunuskreis)                                | Nationalliberal         |
| Bauer, Heinrich                    | 1846–1914   | Walzmühlenbesitzer/Landwirt              | Merseburg 3 (Bitterfeld/Delitzsch)                                      | Konservativ             |
| Baumbach, Ferdinand von            | 1851–1912   | Fideikommissherr                         | Kassel 8 (Homberg/Ziegenhain)                                           | Konservativ             |
| Becker, Karl Georg (Dr. jur.)      | 1858–1914   | Amtsrichter                              | Köln 4 (Siegkreis, Mülheim a. Rhein, Wipperfürth)                       | Zentrum                 |
| Beckmann, August (Dr. jur.)        | 1852–1914   | Landrat                                  | Wiesbaden 6 (Oberlahnkreis/Usingen)                                     | Konservativ             |
| Berndt, Theodor (Dr. phil.)        | 1838–1916   | Oberlehrer                               | Arnsberg 6 (Hamm)                                                       | Nationalliberal         |
| Beuchelt, Georg                    | 1852–1913   | Unternehmer                              | Liegnitz 1 (Grünberg/Freystadt)                                         | Konservativ             |
| Beumer, Wilhelm (Dr. phil.)        | 1848–1929   | Generalsekretär Langnamverein            | Düsseldorf 5 (Essen, Mülheim a. d. Ruhr, Duisburg, Oberhausen, Ruhrort) | Nationalliberal         |
| Bieberstein, Ferdinand Rogalla von | 1857–1945   | Rittergutsbesitzer                       | Gumbinnen 7 (Sensburg, Ortelsburg)                                      | Konservativ             |
| Blanckenburg, Günther von          | 1858–1932   | Rittergutsbesitzer/Regierungsrat a. D.   | Posen 3 (Samter, Birnbaum, Schwerin a. W.)                              | Konservativ             |
| Blell, Carl                        | 1838–1914   | Kaufmann                                 | Frankfurt 4 (Frankfurt a. d. O., Lebus)                                 | Freisinnige Volkspartei |
| Bockelberg, Friedrich von          | 1851–1919   | Landrat a. D.                            | Frankfurt 5 (Weststernberg, Oststernberg)                               | Konservativ             |
| Bodelschwingh, Friedrich von       | 1831–1910   | Pastor                                   | Minden 2 (Herford, Halle, Bielefeld)                                    | parteilos               |
| Bodenhausen, Hans Julius von       | 1840–1915   | Landrat a. D.                            | Merseburg 2 (Schweinitz, Wittenberg)                                    | Konservativ             |
| Boecker, Christoph                 | 1839–1918   | Gutsbesitzer                             | Magdeburg 5 (Wolmirstedt, Neuhaldensleben)                              | Freikonservativ         |
| Böhlendorff-Kölpin, Karl von       | 1855–1925   | Rittergutsbesitzer                       | Stettin 1 (Demmin, Anklam, Usedom-Wollin, Uckermünde)                   | Konservativ             |
| Böning, Kunibert                   | 1840–1909   | Gutsbesitzer                             | Frankfurt 2 (Landsberg, Soldin)                                         | Konservativ             |
| Böttinger, Henry Theodore          | 1848–1920   | Fabrikdirektor                           | Düsseldorf 3 (Mettmann)                                                 | Nationalliberal         |
| Bolik, Karl                        | 1839–?      | Partikulier                              | Oppeln 8 (Kosel, Leobschütz)                                            | Zentrum                 |
| Bonin, Bogislav von                | 1842–1929   | Rittergutsbesitzer/Landrat a. D.         | Köslin 5 (Neustettin, Belgard)                                          | Konservativ             |
| Bosse, Christoph                   | 1863–1950   | Landrat                                  | Minden 1 (Minden, Lübbecke)                                             | Konservativ             |
| Boysen, Otto                       | 1842–1911   | Guts-/Mühlenbesitzer                     | Gumbinnen 4 (Stallupönen, Goldap, Darkehmen)                            | Konservativ             |
| Braemer, Adam                      | 1838–1908   | Gutsbesitzer                             | Gumbinnen 2 (Ragnit, Pillkallen)                                        | Freikonservativ         |
| Brandt, Ludwig (Dr. jur.)          | 1850–1907   | Oberregierungsrat                        | Stade 4 (Lehe, Geestemünde)                                             | Nationalliberal         |
| Bredow, Max von                    | 1855–1918   | Rittergutsbesitzer/Ritterschaftsdirektor | Potsdam 7 (Westhavelland, Brandenburg, Zauch-Belzig)                    | Konservativ             |
| Breuer, Johann Adolf               | 1831–1906   | Landwirt                                 | Köln 2 (Köln (Land), Bergheim, Euskirchen)                              | Zentrum                 |
| Brockhausen, Eugen von             | 1857–1922   | Verbandsdirektor                         | Köslin 8 (Schivelbein, Dramburg)                                        | Konservativ             |
| Broekmann, Wilhelm                 | 1842–1916   | Amtsgerichtsrat                          | Trier 1 (Daun, Prüm, Bitburg)                                           | Zentrum                 |
| Broemel, Max                       | 1846–1925   | Rentner                                  | Stettin 3 (Stettin)                                                     | Freisinnige Vereinigung |
| Brütt, Klaus                       | 1844–1921   | Landrat                                  | Schleswig-Holstein 13 (Rendsburg)                                       | Freikonservativ         |
| Brust, August                      | 1862–1924   | Gewerkschaftsvorsitzender                | Münster 4 (Borken, Recklinghausen)                                      | Zentrum                 |
| Buch, Johann Georg von             | 1845–1914   | Schlosshauptmann/Ritterschaftsrat        | Potsdam 3 (Prenzlau, Angermünde)                                        | Konservativ             |
| Buddenbrock, Alfred von            | 1827–1905   | Oberst a. D.                             | Liegnitz 3 (Glogau, Lüben)                                              | Konservativ             |
| Bülow, Detlev von                  | 1854–1926   | Landrat a. D./Gutsbesitzer               | Schleswig-Holstein 16 (Stormarn, Wandsbek)                              | Freikonservativ         |
| Bülow, Cai von                     | 1851–1910   | Fideikommissherr/Landrat a. D.           | Schleswig-Holstein 7 (Eckernförde)                                      | Konservativ             |
| Bülow, Wilhelm von                 | 1850–1925   | Amtsgerichtsrat                          | Wiesbaden 10 (Obertaunuskreis, Frankfurt a. M. (Land))                  | Nationalliberal         |
| Bumiller, Lambert                  | 1852–1908   | Pfarrer                                  | Hohenzollern                                                            | Zentrum                 |
| Busch, Wilhelm                     | 1867–1923   | Postverwalter                            | Aachen 3 (Düren, Jülich)                                                | Zentrum                 |

## C
| Name                         | Lebensdaten | Beruf               | Wahlkreis                                            | Fraktion                |
| ---------------------------- | ----------- | ------------------- | ---------------------------------------------------- | ----------------------- |
| Cahensly, Peter Paul         | 1838–1923   | Großhändler/Bankier | Wiesbaden 5 (Limburg)                                | Zentrum                 |
| Campe, Rudolf von (Dr. jur.) | 1860–1939   | Landgerichtsrat     | Hildesheim 1 (Hildesheim, Peine)                     | Nationalliberal         |
| Cassel, Oskar                | 1849–1923   | Rechtsanwalt/Notar  | Berlin 4 (rechtes Spreeufer/obere Stadt)             | Freisinnige Volkspartei |
| Chlapowski, Anton (Dr. med.) | 1855–1927   | Arzt                | Posen 8 (Jarotschin, Koschmin, Korotschin, Pleschen) | Pole                    |
| Christen, Hermann von        | 1841–1919   | Rittergutsbesitzer  | Kassel 5 (Eschwege, Schmalkalden)                    | Freikonservativ         |
| Conrad, Adalbert von         | 1848–1928   | Landrat             | Marienwerder 2 (Rosenberg, Graudenz)                 | Freikonservativ         |
| Czarlinski, Leon von         | 1835–1918   | Rentner             | Marienwerder 3 (Löbau)                               | Pole                    |

## D
| Name                                     | Lebensdaten | Beruf                            | Wahlkreis                                        | Fraktion                            |
| ---------------------------------------- | ----------- | -------------------------------- | ------------------------------------------------ | ----------------------------------- |
| Dahlem, Anton (Dr. jur.)                 | 1859–1935   | Rechtsanwalt                     | Wiesbaden 3 (Westerburg, Unterwesterwaldkreis)   | Zentrum                             |
| Dasbach, Friedrich                       | 1846–1907   | Priester/Verleger                | Trier 3 (Trier)                                  | Zentrum                             |
| Davier, Karl von                         | 1853–1936   | Rittergutsbesitzer/Landrat a. D. | Magdeburg 1 (Salzwedel, Gardelegen)              | Konservativ                         |
| Decker, Christian                        | 1848–1914   | Gutsbesitzer                     | Köln 2 (Köln (Land), Bergheim, Euskirchen)       | Zentrum                             |
| Detten, Georg, von                       | 1837–1919   | Landgerichtsrat                  | Arnsberg 2 (Olpe, Meschede)                      | Zentrum                             |
| Dewitz, Otto von                         | 1850–1926   | Landrat a. D.                    | Schleswig-Holstein 18 (Oldenburg)                | Freikonservativ                     |
| Dietrich, Hermann                        | 1856–1930   | Rechtsanwalt/Notar               | Potsdam 2 (Ruppin, Templin)                      | Konservativ                         |
| Dietrich, Emil                           |             | Kaufmann                         | Marienwerder 5 (Briesen, Thorn, Kulm)            | Freisinnige Volkspartei (Hospitant) |
| Dinslage, Anton                          | 1853–1922   | Landgerichtsrat                  | Arnsberg 7 (Lippstadt, Arnsberg, Brilon)         | Zentrum                             |
| Dippe, Hermann                           | 1867–?      | Rittergutsbesitzer               | Merseburg 8 (Weißenfels, Naumburg, Zeitz)        | Nationalliberal                     |
| Dirksen, Willibald von (Dr.)             | 1852–1928   | Diplomat                         | Frankfurt 8 (Kottbus, Spremberg, Kalau)          | Freikonservativ                     |
| Ditfurth, Hans Dietrich                  | 1862–1917   | Rittergutsbesitzer/Landrat       | Kassel 1 (Rinteln)                               | Konservativ                         |
| Dittrich, Franz (Dr. theol.)             | 1839–1915   | Dompropst                        | Königsberg 5 (Braunsberg, Heilsberg)             | Zentrum                             |
| Dobeneck, Robert von                     | 1830–1908   | Rittergutsbesitzer/Major a. D.   | Frankfurt 3 (Königsberg)                         | Konservativ                         |
| Douglas, Hugo Sholto Graf von            | 1837–1912   | Unternehmer/Major a. D.          | Magdeburg 7 (Kalbe, Quedlinburg, Aschersleben)   | Freikonservativ                     |
| Dziembowski-Pomian, Sigismund (Dr. jur.) | 1858–1918   | Rechtsanwalt                     | Posen 5 (Neutomischel, Grätz, Schmiegel, Kosten) | Pole                                |

## E
| Name                       | Lebensdaten | Beruf                              | Wahlkreis                                     | Fraktion                |
| -------------------------- | ----------- | ---------------------------------- | --------------------------------------------- | ----------------------- |
| Eberhard, Georg            | 1857–?      | Rittergutsbesitzer/Hauptmann a. D. | Breslau 1 (Guhrau, Steinau, Wohlau)           | Konservativ             |
| Eckels, Hermann (Dr. jur.) | 1843–1907   | Rechtsanwalt/Notar                 | Hildesheim 6 (Göttingen, Münden)              | Nationalliberal         |
| Eckert, Otto               | 1851–?      | Fabrikbesitzer                     | Potsdam 5 (Potsdam)                           | Freikonservativ         |
| Eichel, Georg von          | 1855–1934   | Rittergutsbesitzer                 | Liegnitz 8 (Lauban, Görlitz)                  | Konservativ             |
| Eichstaedt, Leo            | 1855–1929   | Amtsgerichtsrat                    | Marienwerder 1 (Stuhm, Marienwerder)          | Freikonservativ         |
| Eickhoff, Richard          | 1854–1931   | Oberlehrer                         | Düsseldorf 1 (Lennep, Remscheid, Solingen)    | Freisinnige Volkspartei |
| Eisenhart-Rothe, Georg von | 1849–1942   | Rittergutsbesitzer/Landschaftsrat  | Stettin 5 (Naugard, Regenwalde)               | Konservativ             |
| Engelbrecht, Thies Hinrich | 1853–1934   | Hofbesitzer                        | Schleswig-Holstein 10 (Steinburg)             | Freikonservativ         |
| Engelsmann, Johann Baptist | 1844–1913   | Weingutsbesitzer                   | Koblenz 4 (Kreuznach, Simmern, Zell)          | Nationalliberal         |
| Erffa, Hermann von         | 1845–1912   | Rittergutsbesitzer                 | Erfurt 5 (Schleusingen, Ziegenrück)           | Konservativ             |
| Ernst, Albert              | 1847–1917   | Schuldirektor                      | Posen 3 (Samter, Birnbaum, Schwerin a. W.)    | Freisinnige Vereinigung |
| Euler, Jakob               | 1842–1917   | Kunsttischlermeister               | Trier 4 (Saarburg, Merzig, Saarlouis)         | Zentrum                 |
| Eynatten, Adolf von        | 1856–1916   | Amtsgerichtsrat                    | Aachen 4 (Geilenkirchen, Heinsberg, Erkelenz) | Zentrum                 |
| Eynern, Ernst von          | 1838–1906   | Rentner                            | Düsseldorf 1 (Lennep, Remscheid, Solingen)    | Nationalliberal         |

## F
| Name                          | Lebensdaten | Beruf                             | Wahlkreis                                                                | Fraktion                |
| ----------------------------- | ----------- | --------------------------------- | ------------------------------------------------------------------------ | ----------------------- |
| Faltin, Joseph                | 1852–1933   | Rechtsanwalt/Notar                | Oppeln 6 (Pleß, Rybnik)                                                  | Zentrum                 |
| Faßbender, Martin (Dr.)       | 1856–1943   | Hochschullehrer                   | Köln 3 (Rheinbach, Bonn)                                                 | Zentrum                 |
| Feldmann, Heinrich            | 1847–1928   | Landwirt                          | Lüneburg 3 (Fallingbostel, Soltau)                                       | Freikonservativ         |
| Felisch, Bernhard             | 1839–1912   | Baumeister                        | Potsdam 9 (Teltow, Charlottenburg, Schöneberg, Rixdorf, Beeskow-Storkow) | Konservativ             |
| Fervers, Adolf (Dr. jur.)     | 1862–1931   | Regierungsrat                     | Düsseldorf 4 (Düsseldorf)                                                | Zentrum                 |
| Finckenstein, Hans Finck von  | 1860–1948   | Fideikommissherr                  | Königsberg 6 (Preußisch Holland, Mohrungen)                              | Konservativ             |
| Firzlaff, Karl                | 1846–1912   | Zimmermeister                     | Köslin 4 (Köslin, Kolberg-Körlin, Bublitz)                               | Konservativ             |
| Fischbeck, Otto               | 1865–1939   | besoldeter Stadtrat               | Liegnitz 5 (Haynau-Goldberg, Liegnitz)                                   | Freisinnige Volkspartei |
| Fischer, Albert               | 1849–?      | Landwirt                          | Köslin 2 (Rummelsburg, Schlawe)                                          | Konservativ             |
| Friedberg, Robert (Dr. phil.) | 1851–1920   | Professor f. Staatswissenschaften | Düsseldorf 1 (Lennep, Remscheid, Solingen)                               | Nationalliberal         |
| Fritsch, Bruno                | 1842–1933   | Unterstaatssekretär a. D.         | Liegnitz 8 (Lauban, Görlitz)                                             | Nationalliberal         |
| Fritzen, Karl                 | 1844–1933   | Amtsgerichtsrat                   | Düsseldorf 6 (Rees)                                                      | Zentrum                 |
| Fuchs, Eduard                 | 1844–1923   | Kaufmann                          | Köln 1 (Köln)                                                            | Zentrum                 |
| Fürbringer, Leo               | 1843–1923   | Oberbürgermeister                 | Aurich 1 (Norden, Emden)                                                 | Nationalliberal         |
| Funck, Carl Ludwig            | 1852–1918   | Kaufmann                          | Wiesbaden 11 (Frankfurt a. M.)                                           | Freisinnige Volkspartei |

## G
| Name                          | Lebensdaten | Beruf                      | Wahlkreis                                                     | Fraktion                |
| ----------------------------- | ----------- | -------------------------- | ------------------------------------------------------------- | ----------------------- |
| Gaigalat, Wilhelm (Dr. phil.) | 1870–1945   | Prediger                   | Königsberg 1 (Memel, Heydekrug)                               | Hospitant (Konservativ) |
| Galda, Johann                 | 1849–?      | Erbrichtereibesitzer       | Oppeln 7 (Ratibor)                                            | Zentrum                 |
| Gamp, Karl                    | 1846–1918   | Oberregierungsrat          | Marienwerder 8 (Flatow, Deutsch-Krone)                        | Freikonservativ         |
| Geisler, Adalbert             | 1844–1916   | Hauptlehrer                | Breslau 8 (Neurode, Glatz, Habbelschwerdt)                    | Zentrum                 |
| Geyer, Wilhelm                | 1851–1905   | Gutsbesitzer               | Köln 4 (Siegkreis, Mülheim a. Rh., Wipperfürth)               | Zentrum                 |
| Glasow, Albrecht von          | 1851–1927   | Gutsbesitzer               | Königsberg 4 (Heiligenbeil, Preußisch Eylau)                  | Konservativ             |
| Glattfelter, Anton (Dr.)      | 1850–1938   | Pfarrer                    | Trier 4 (Saarburg, Merzig, Saarlouis)                         | Zentrum                 |
| Glatzel, Albert               | 1861–?      | Regierungsrat              | Gumbinnen 1 (Tilsit, Niederung)                               | Nationalliberal         |
| Glebocki, Josef von           | 1856–1903   | Rentner/Autor              | Posen 7 (Schrimm, Schroda, Wreschen)                          | Pole                    |
| Gleim, Franz                  | 1842–1911   | Fabrikbesitzer             | Kassel 7 (Melsungen, Fritzlar)                                | Nationalliberal         |
| Glowatzki, Joseph             | 1847–1936   | Priester                   | Oppeln 3 (Groß-Strehlitz, Lublinitz)                          | Zentrum                 |
| Goebel, Eduard (Dr. phil.)    | 1831–1904   | Gymnasialdirektor a. D.    | Kassel 12 (Fulda)                                             | Zentrum                 |
| Görck, Wilhelm (Dr. jur.)     | 1862–1938   | Amtsrichter                | Schleswig-Holstein 12 (Norderdithmarschen)                    | Nationalliberal         |
| Götz, Hans von                | 1863–1941   | Rittergutsbesitzer         | Liegnitz 9 (Rothenburg, Hoyerswerda)                          | Konservativ             |
| Goldschmidt, Karl             | 1863–?      | Redakteur                  | Berlin 2 (Linkes Spreeufer, obere Stadt und Stadtteil Berlin) | Freisinnige Volkspartei |
| Gorke, Konrad                 | 1854–1904   | Amtsgerichtsrat            | Oppeln 8 (Kosel, Leobschütz)                                  | Zentrum                 |
| Gottschalk, Fritz             | 1853–1917   | Gutsbesitzer               | Gumbinnen 2 (Ragnit, Pillkallen)                              | Konservativ             |
| Grabski, Leon von             | 1853–1918   | Zuckerfabrik-/Gutsbesitzer | Bromberg 4 (Gnesen, Witkowo)                                  | Pole                    |
| Grandke, Robert               | 1837–1904   | Rittergutsbesitzer         | Frankfurt 6 (Züllichau-Schwiebus, Crossen)                    | Freikonservativ         |
| Graß, Otto                    | 1843–1915   | Gutsbesitzer               | Merseburg 1 (Liebenwerda, Torgau)                             | Freikonservativ         |
| Graßmann, Ferdinand           | 1843–1918   | Landgerichtsdirektor       | Marienwerder 7 (Tuchel, Konitz, Schlochau)                    | Nationalliberal         |
| Graw, Joseph                  | 1854–1929   | Landwirt                   | Königsberg 8 (Allenstein, Rössel)                             | Zentrum                 |
| Gyßling, Robert               | 1858–1912   | Rechtsanwalt               | Königsberg 3 (Königsberg, Fischhausen)                        | Freisinnige Volkspartei |

## H
| Name                                          | Lebensdaten | Beruf                                 | Wahlkreis                                                                | Fraktion                |
| --------------------------------------------- | ----------- | ------------------------------------- | ------------------------------------------------------------------------ | ----------------------- |
| Hackenberg, Albert                            | 1852–1912   | Pfarrer                               | Koblenz 4 (Kreuznach, Simmern, Zell)                                     | Nationalliberal         |
| Hagen, Rudolf von                             | 1849–1934   | Landgerichtsrat                       | Osnabrück 1 (Meppen, Aschendorf, Hümmling)                               | Zentrum                 |
| Hahn, Diederich (Dr. phil.)                   | 1859–1918   | Direktor BdL a. D.                    | Stade 3 (Neuhaus a.d. Oste, Hadeln)                                      | Bund der Landwirte      |
| Hammer, Friedrich                             | 1861–1923   | Verbandsvertreter                     | Potsdam 9 (Teltow, Charlottenburg, Schöneberg, Rixdorf, Beeskow-Storkow) | Konservativ             |
| Hans Peter Hanssen                            | 1862–1936   | Redakteur/Geschäftsführer             | Schleswig-Holstein 2 (Apenrade, Sonderburg)                              | Däne                    |
| Harrach, Leopold Graf                         | 1839–1916   | Rittergutsbesitzer                    | Breslau 5 (Breslau (Land), Neumarkt)                                     | Konservativ             |
| Hartmann, Franz                               | 1832–?      | Grundbesitzer                         | Breslau 8 (Neurode, Glatz, Habelschwerdt)                                | Zentrum                 |
| Hauptmann, Felix (Dr. jur.)                   | 1856–1934   | Universitätsprofessor                 | Köln 3 (Rheinbach, Bonn)                                                 | Zentrum                 |
| Hausmann, Fritz                               | 1845–1927   | Fabrikbesitzer                        | Hannover 7 (Hameln)                                                      | Nationalliberal         |
| Heckenroth, Ludwig                            | 1867–1951   | Pfarrer                               | Koblenz 2 (Altenkirchen, Neuwied)                                        | Konservativ             |
| Heimburg, Friedrich von                       | 1859–1935   | Landrat                               | Wiesbaden 1 (Biedenkopf)                                                 | Konservativ             |
| Heisig, Joseph (Dr. phil.)                    | 1857–1910   | Gutsbesitzer                          | Oppeln 4 (Gleiwitz, Tost-Gleiwitz)                                       | Zentrum                 |
| Helldorf, Roderich von                        | 1848–1913   | Rittergutsbesitzer                    | Merseburg 7 (Querfurt, Merseburg)                                        | Konservativ             |
| Henning, Adolf Wilhelm                        | 1837–1918   | Rentner                               | Frankfurt 8 (Cottbus, Spremberg, Kalau)                                  | Bund der Landwirte      |
| Herbers, Hermann                              | 1840–1904   | Kommerzienrat                         | Arnsberg 3 (Altena, Iserlohn)                                            | Nationalliberal         |
| Herold, Karl                                  | 1848–1931   | Gutsbesitzer                          | Münster 2 (Steinfurt, Ahaus)                                             | Zentrum                 |
| Hesse, Karl                                   | 1831–1907   | Fabrik-/Gutsbesitzer                  | Stade 6 (Verden, Rotenburg, Zeven)                                       | Nationalliberal         |
| Heveling, Julius (Dr. phil.)                  | 1842–1909   | Pfarrer                               | Düsseldorf 7 (Kleve)                                                     | Zentrum                 |
| Heydebrand und der Lasa, Ernst von (Dr. jur.) | 1851–1924   | Landrat a. D.                         | Breslau 2 (Militsch, Trebnitz)                                           | Konservativ             |
| Heydebreck, Hennig von                        | 1828–1904   | Generalleutnant z.D.                  | Köslin 1 (Lauenburg, Bülow, Stolp)                                       | Bund der Landwirte      |
| Heyden, Ernst von                             | 1837–1917   | Rittergutsbesitzer                    | Stettin 1 (Demmin, Anklam, Usedom-Wollin, Uckermünde)                    | Konservativ             |
| Heye, Friedrich                               | 1856–?      | Rittergutsbesitzer                    | Hannover 2 (Nienburg, Hoya, Sulingen)                                    | Nationalliberal         |
| Heyking, Ernst von                            | 1862–1940   | Landrat                               | Oppeln 6 (Pleß, Rybnik)                                                  | Konservativ             |
| Hilbck, Alexander                             | 1841–1908   | Bergwerksdirektor                     | Arnsberg 3 (Altena, Iserlohn)                                            | Nationalliberal         |
| Himburg, Reinhold                             | 1834–1909   | Rittergutsbesitzer                    | Magdeburg 5 (Wolmirstedt, Neuhaldensleben)                               | Konservativ             |
| Himburg, Ernst                                | 1851–1919   | Amtsgerichtsrat                       | Magdeburg 2 (Osterburg, Stendal)                                         | Konservativ             |
| Hirsch, Max (Dr. phil.)                       | 1832–1905   | Publizist                             | Berlin 1 (Linkes Spreeufer, untere Stadt)                                | Freisinnige Volkspartei |
| Hirsch, Wilhelm                               | 1861–1918   | Handelskammersyndikus                 | Düsseldorf 5 (Essen)                                                     | Nationalliberal         |
| Hirschberg, Johann                            | 1847–1910   | Priester                              | Königsberg 8 (Allenstein, Rössel)                                        | Zentrum                 |
| Hirt, Wilhelm                                 | 1847–1908   | Rittergutsbesitzer                    | Breslau 6 (Striegau, Schweidnitz)                                        | Konservativ             |
| Hische, Heinrich                              | 1837–1912   | Landwirt/Kaufm. Direktor Zuckerfabrik | Hannover 5 (Hannover (Land), Springe)                                    | Nationalliberal         |
| Hitze, Franz (Dr. theol.)                     | 1851–1921   | Universitätsprofessor                 | Düsseldorf 11 (Mönchen-Gladbach)                                         | Zentrum                 |
| Hobrecht, Arthur                              | 1824–1912   | Staatsminister a. D.                  | Danzig 4 (Berent, Pr-Stargard, Dirschau)                                 | Nationalliberal         |
| Hodler, Adolf                                 | 1858–1906   | Landgerichtsrat                       | Hohenzollern                                                             | Zentrum                 |
| Höltzel, Franz                                | 1855–?      | Amtsrat                               | Marienwerder 5 (Briesen, Thorn, Kulm)                                    | Freikonservativ         |
| Hoeveler, Peter                               | 1845–1915   | Gutsbesitzer                          | Düsseldorf 9 (Geldern, Kempen)                                           | Zentrum                 |
| Hoffmeyer, Fritz                              | 1860–1922   | Rittergutsbesitzer                    | Posen 2 (Posen (Ost), Posen (West), Obornik)                             | Konservativ             |
| Hofmann, Heinrich                             | 1857–1937   | Amtsgerichtsrat                       | Wiesbaden 2 (Dillkreis, Oberwesterwaldkreis)                             | Nationalliberal         |
| Hogrefe, Robert                               | 1848–1921   | Oberamtmann                           | Gumbinnen 3 (Gumbinnen, Insterburg)                                      | Konservativ             |
| Hoheifel, Florian                             | 1847–1908   | Stadtpfarrer                          | Breslau 6 (Striegau, Schweidnitz)                                        | Zentrum                 |
| Holtermann, Heinrich                          | 1838–1909   | Ziegeleibesitzer                      | Stade 2 (Stade, Bremervörde)                                             | Nationalliberal         |
| Holtschke, Edmund                             | 1855–?      | Amtsgerichtsrat                       | Frankfurt 2 (Landsberg, Soldin)                                          | Konservativ             |
| Holtz, Otto                                   | 1845–1925   | Rittergutsbesitzer                    | Marienwerder 6 (Schwetz)                                                 | Freikonservativ         |
| Horn, Hermann                                 | 1850–1918   | Fabrikbesitzer                        | Hildesheim 3 (Marienburg, Goslar)                                        | Nationalliberal         |
| Hubrich, Alfred                               | 1852–1925   | Erbscholtiseibesitzer                 | Oppeln 10 (Neisse, Grottkau)                                             | Zentrum                 |
| Humann, Heinrich                              | 1837–1915   | Landwirt                              | Minden 3 (Wiedenbrück, Paderborn, Büren)                                 | Zentrum                 |

## I
| Name                                | Lebensdaten | Beruf     | Wahlkreis                            | Fraktion        |
| ----------------------------------- | ----------- | --------- | ------------------------------------ | --------------- |
| Iderhoff, Lümko (Dr. jur.)          | 1856–1931   | Landrat   | Aurich 2 (Aurich, Wittmund)          | Freikonservativ |
| Irmer, Bernhard (Dr. jur. et phil.) | 1850–1912   | Redakteur | Potsdam 4 (Oberbarnim, Niederbarnim) | Konservativ     |
| Ißmer, Ernst                        | 1831–1912   | Bergrat   | Breslau 7 (Waldenburg, Reichenbach)  | Freikonservativ |

## J
| Name                                | Lebensdaten | Beruf                                        | Wahlkreis                                                     | Fraktion        |
| ----------------------------------- | ----------- | -------------------------------------------- | ------------------------------------------------------------- | --------------- |
| Jacobskötter, Johannes              | 1839–1911   | Kaufmann/Schneidermeister                    | Erfurt 4 (Erfurt)                                             | Konservativ     |
| Jaegen, Hironymus                   | 1841–1919   | Bankdirektor a. D.                           | Trier 2 (Wittlich, Bernkastel)                                | Zentrum         |
| Jänecke, Max (Dr. phil.)            | 1869–1912   | Verlagsbuchhändler                           | Lüneburg 6 (Lüneburg, Winsen)                                 | Nationalliberal |
| Jazdzewski, Ludwig von (Dr. theol.) | 1838–1911   | Propst                                       | Posen 8 (Jarotschin, Koschmin, Krotoschin, Pleschen)          | Pole            |
| Jorns, Friedrich                    | 1837–1910   | Kupferhammerwerkbesitzer zu Osterode am Harz | Hildesheim 5 (Osterode, Duderstadt)                           | Nationalliberal |
| Jürgensen, Christian                | 1838–1909   | Amtsgerichtsrat                              | Schleswig-Holstein 5 (Husum, Eiderstedt, Friedrichsstadt)     | Nationalliberal |
| Junghann, Otto                      | 1836–?      | Generaldirektor                              | Oppeln 5 (Tarnowitz, Beuthen, Königshütte, Zabrze, Kattowitz) | Nationalliberal |
| Junghenn, Emil                      | 1850–1911   | Rentner                                      | Kassel 14 (Hanau)                                             | Nationalliberal |

## K
| Name                                   | Lebensdaten | Beruf                                  | Wahlkreis                                                  | Fraktion                    |
| -------------------------------------- | ----------- | -------------------------------------- | ---------------------------------------------------------- | --------------------------- |
| Kache, Robert                          | 1849–1916   | Rentner                                | Breslau 11 (Ohlau, Brieg)                                  | Konservativ                 |
| Kanitz, Hans von                       | 1841–1913   | Majoratsbesitzer                       | Königsberg 6 (Preußisch Holland, Mohrungen)                | Konservativ                 |
| Kardorff, Wilhelm von                  | 1828–1907   | Landrat a. D.                          | Breslau 3 (Groß-Wartenberg, Namslau, Öls)                  | Freikonservativ             |
| Kasch, Heinrich                        | 1833–1905   | Rentner                                | Schleswig-Holstein 17 (Plön)                               | Konservativ                 |
| Kaute, Eberhard                        | 1859–?      | Forstrat                               | Kassel 11 (Hünfeld, Gersfeld)                              | Zentrum                     |
| Keil, Friedrich (Dr. jur.)             | 1857–1944   | Rechtsanwalt/Notar                     | Merseburg 4 (Halle, Saalkreis)                             | Nationalliberal             |
| Kerkhof, Friedrich                     | 1855–?      | Hofbesitzer                            | Osnabrück 3 (Bersenbrück, Wittlage)                        | Nationalliberal             |
| Keruth, Rudolf Paul                    | 1857–?      | Rechtsanwalt/Notar                     | Danzig 2 (Danzig, Danziger Höhe, Danziger Niederung)       | Freisinnige Volkspartei     |
| Kessel, Kurt von                       | 1862–1921   | Rittergutsbesitzer                     | Breslau 2 (Militsch, Trebnitz)                             | Konservativ                 |
| Kiehn, Georg                           | 1862–?      | Rittergutsbesitzer                     | Bromberg 3 (Schubin, Inowrazlaw, Strelno)                  | Freikonservativ             |
| Kindler, Hugo                          | 1855–?      | Architekt                              | Posen 1 (Posen)                                            | Freisinnige Volkspartei     |
| Kirsch, Theodor                        | 1847–1911   | Amtsgerichtsrat                        | Düsseldorf 4 (Düsseldorf)                                  | Zentrum                     |
| Klausener, Alfons                      | 1853–1921   | beigeordneter Bürgermeister            | Aachen 2 (Eupen, Aachen)                                   | Zentrum                     |
| Kleist-Drenow, Bernhard von            | 1843–1929   | Rittergutsbesitzer                     | Köslin 5 (Neustettin, Belgard)                             | Konservativ                 |
| Klemm, Eduard                          | 1838–1926   | Rittergutsbesitzer                     | Erfurt 3 (Langensalza, Weißensee, Mühlhausen)              | Freikonservativ             |
| Klitzing, Hans von                     | 1854–1930   | Generaldirektor                        | Königsberg 7 (Osterode, Neidenburg)                        | Konservativ                 |
| Klose, Florian                         | 1846–1913   | Rittergutsbesitzer                     | Oppeln 8 (Kosel, Leobschütz)                               | Zentrum                     |
| Knapp, Heinrich, von                   | 1827–1904   | Fabrikbesitzer                         | Düsseldorf 2 (Elberfeld, Barmen)                           | Nationalliberal             |
| Knie, Johannes                         | 1857–1905   | Amtsgerichtsrat                        | Koblenz 2 (Altenkirchen, Neuwied)                          | Zentrum                     |
| Knobloch, Moritz                       | 1851–1923   | Bürgermeister                          | Merseburg 6 (Sangerhausen, Eckartsberga)                   | Nationalliberal             |
| Kölichen, Friedrich von                | 1844–1915   | Rittergutsbesitzer/Landschaftsdirektor | Liegnitz 4 (Bunzlau, Löwenberg)                            | Konservativ                 |
| Kölle, Viktor                          | 1858–1937   | Amtsrichter                            | Hildesheim 4 (Zellerfeld, Ilfeld)                          | Hospitant (Nationalliberal) |
| Kopsch, Julius                         | 1855–1935   | Rektor                                 | Berlin 2 (Linkes Spreeufer, obere Stadt, Stadtteil Berlin) | Freisinnige Volkspartei     |
| Korn-Rudelsdorf, Johann von (Dr. jur.) | 1864–1945   | Majoratsbesitzer                       | Breslau 3 (Groß-Wartenberg, Namslau, Öls)                  | Konservativ                 |
| Kotze, Ludolf von                      | 1840–1917   | Rittergutsbesitzer/Landrat z.D.        | Magdeburg 6 (Wanzleben)                                    | Konservativ                 |
| Kownacki, Oskar von                    | 1847–1905   | Rittergutsbesitzer                     | Königsberg 7 (Osterode, Neidenburg)                        | Konservativ                 |
| Krause, Max                            | 1859–1934   | Gutsbesitzer                           | Königsberg 1 (Memel, Heydekrug)                            | Konservativ                 |
| Krause, Paul (Dr. jur.)                | 1852–1923   | Rechtsanwalt/Notar                     | Königsberg 3 (Königsberg, Fischhausen)                     | Nationalliberal             |
| Krause, Hermann                        | 1854–1920   | Amtsgerichtsrat                        | Breslau 7 (Waldenburg, Reichenbach)                        | Freikonservativ             |
| Krawinkel, Bernhard                    | 1851–1936   | Fabrikant                              | Köln 5 (Gummersbach, Waldbroel)                            | Nationalliberal             |
| Krebs, Cölestin                        | 1849–1922   | Amtsgerichtsrat                        | Königsberg 5 (Braunsberg, Heilsberg)                       | Zentrum                     |
| Kreitling, Robert                      | 1837–?      | Rentner/Stadtverordneter               | Berlin 1 (Linkes Spreeufer, untere Stadt)                  | Freisinnige Volkspartei     |
| Kreth, Hermann                         | 1860–1932   | Verbandsdirektor                       | Gumbinnen 6 (Oletzko, Lyck, Johannisburg)                  | Konservativ                 |
| Kriege, Hermann                        | 1853–1936   | Landrat                                | Osnabrück 2 (Lingen, Grafschaft Bentheim)                  | Freikonservativ             |
| Kröcher, Jordan von                    | 1846–1918   | Hauptritterschaftsdirektor             | Magdeburg 1 (Salzwedel, Gardelegen)                        | Konservativ                 |
| Kröner, Rudolf                         | 1833–?      | Rittergutsbesitzer                     | Münster 1 (Tecklenburg)                                    | Freikonservativ             |
| Kropatscheck, Hermann (Dr. phil.)      | 1847–1906   | Chefredakteur Kreuzzeitung             | Potsdam 7 (Westhavelland, Brandenburg, Zauch-Belzig)       | Konservativ                 |
| Krüger, Karl (Dr.)                     | 1849–1915   | Oberlehrer                             | Danzig 1 (Elbing, Marienburg)                              | Konservativ                 |
| Kuhr, Max                              | 1855–?      | Amtsgerichtsrat                        | Posen 2 (Posen (Ost), Posen (West), Obornik)               | Freisinnige Vereinigung     |
| Kuntze, Franz                          | 1849–1918   | Rittergutspächter                      | Liegnitz 2 (Sagan, Sprottau)                               | Konservativ                 |

## L
| Name                              | Lebensdaten | Beruf                            | Wahlkreis                                                | Fraktion                            |
| --------------------------------- | ----------- | -------------------------------- | -------------------------------------------------------- | ----------------------------------- |
| Lattmann, Wilhelm                 | 1864–1935   | Amtsrichter                      | Kassel 4 (Kassel (Land), Witzenhausen)                   | Deutsch-Soziale Partei              |
| Leipziger, Karl von               | 1848–1924   | Rittergutsbesitzer               | Merseburg 2 (Schweinitz, Wittenberg)                     | Konservativ                         |
| Leppelmann, Wilhelm               | 1849–1936   | Rittergutsbesitzer               | Münster 3 (Münster, Coesfeld)                            | Zentrum                             |
| Lieres und Wilkau, Manfred von    | 1861–1936   | Rittergutsbesitzer               | Marienwerder 7 (Tuchel, Konitz, Schlochau)               | Konservativ                         |
| Limburg-Stirum, Friedrich Graf zu | 1835–1912   | Gesandter a. D.                  | Breslau 5 (Breslau (Land), Neumarkt)                     | Konservativ                         |
| Lingenthal, Karl Zachariae von    | 1812–1894   | Privatmann                       | Merseburg 1 (Liebenwerda, Torgau)                        | Konservativ                         |
| Linz, Wilhelm                     | 1850–1925   | Verwaltungsgerichtsdirektor      | Koblenz 5 (Kochem, Mayen)                                | Zentrum                             |
| Loebell, Friedrich Wilhelm von    | 1855–1931   | Generalfeuersozietätsdirektor    | Potsdam 7 (Westhavelland, Brandenburg, Zauch-Belzig)     | Konservativ                         |
| Löbenstein, Robert von            | 1854–1939   | Rittergutsbesitzer               | Frankfurt 9 (Luckau, Lübben)                             | Konservativ                         |
| Löscher, Richard                  | 1860–?      | Gutsbesitzer                     | Potsdam 1 (Westprignitz, Ostprignitz)                    | Freikonservativ                     |
| Losinski, Bernhard                | 1865–?      | Pfarrer                          | Danzig 3 (Neustadt in Westpr., Putzig, Karthaus)         | Pole                                |
| Lotichius, Eduard (Dr. phil.)     | 1847–1908   | Privatmann                       | Wiesbaden 7 (St.-Goarshausen, Rheingaukreis, Meisenheim) | Nationalliberal                     |
| Lotz, Albert (Dr. jur.)           | 1858–1926   | Regierungsrat/Universitätslehrer | Aurich 3 (Leer, Weener)                                  | Hospitant (freikonservative Partei) |
| Luck, Viktor von                  | 1842–1928   | Rittergutsbesitzer               | Breslau 10 (Rimptsch, Strehlen)                          | Konservativ                         |
| Lucke, Rudolf von                 | 1851–1930   | Rittergutsbesitzer               | Magdeburg 2 (Osterburg, Stendal)                         | Konservativ                         |
| Lückhoff, Louis                   | 1838–1913   | kaufm. Direktor                  | Breslau 7 (Waldenburg, Reichenbach)                      | Freikonservativ                     |
| Lüders, August                    | 1856–?      | Hof-/Mühlenbesitzer              | Hildesheim 2 (Gronau, Alfeld)                            | Freikonservativ                     |
| Lüdicke, Paul                     | 1866–1931   | Rechtsanwalt/Notar               | Potsdam 6 (Osthavelland, Spandau)                        | Hospitant (Freikonservativ)         |
| Lusensky, Franz                   | 1862–1924   | vortragender Rat                 | Bromberg 3 (Schubin, Inowrazlaw, Strelno)                | Nationalliberal                     |

## M
| Name                             | Lebensdaten | Beruf                              | Wahlkreis                                            | Fraktion                |
| -------------------------------- | ----------- | ---------------------------------- | ---------------------------------------------------- | ----------------------- |
| Macco, Heinrich                  | 1843–1920   | Ingenieur                          | Arnsberg 1 (Wittgenstein, Siegen)                    | Nationalliberal         |
| Malkewitz, Gustav                | 1861–1924   | Verleger                           | Stettin 2 (Randow, Greifenhagen)                     | Konservativ             |
| Marcour, Eduard (Dr. phil.)      | 1848–1924   | Chefredakteur Germania             | Koblenz 6 (Adenau, Ahrweiler)                        | Zentrum                 |
| Marenholz, Gebhard von           | 1862–1917   | Rittergutsbesitzer                 | Lüneburg 1 (Gifhorn, Isenhagen)                      | Konservativ             |
| Martens, Detlev (Dr. med.)       | 1847–1905   | Sanitätsrat                        | Schleswig-Holstein 11 (Süderdithmarschen)            | Nationalliberal         |
| Martini, Emil                    | 1863–?      | Landrichter                        | Düsseldorf 12 (Neuß, Grevenbroich, Krefeld)          | Zentrum                 |
| Mathis, Karl                     | 1845–1917   | Kammergerichtspräsident            | Frankfurt 4 (Frankfurt a. O., Lebus)                 | Nationalliberal         |
| Menck, Johannes                  | 1845–1919   | Fabrikbesitzer                     | Schleswig-Holstein 8 (Altona)                        | Nationalliberal         |
| Mentz, Julius                    | 1845–1927   | Amtsrat                            | Gumbinnen 3 (Gumbinnen, Insterburg)                  | Konservativ             |
| Meßling, Oskar August            | 1836–?      | Rittergutsbesitzer                 | Königsberg 9 (Rastenburg, Gerdauen, Friedland)       | Konservativ             |
| Metger, Konrad                   | 1842–?      | Oberlehrer                         | Schleswig-Holstein 3 (Flensburg)                     | Nationalliberal         |
| Metzner, Karl                    | 1846–1909   | Bezirksschornsteinfegermeister     | Breslau 9 (Frankenstein, Münsterberg)                | Zentrum                 |
| Meyenschein, Adam                | 1863–?      | Pfarrer                            | Kassel 13 (Schlüchtern, Gelnhausen)                  | Konservativ             |
| Meyer, Friedrich                 | 1840–1911   | Malermeister                       | Minden 2 (Herford, Halle, Bielefeld)                 | Konservativ             |
| Meyer, Woldemar                  | 1861–?      | Amtsgerichtsrat                    | Hannover 1 (Diepholz, Syke)                          | Nationalliberal         |
| Mies, Johannes                   | 1835–?      | Steuerinspektor                    | Düsseldorf 11 (Mönchen-Gladbach)                     | Zentrum                 |
| Mizerski, Ludwig (Dr. utr. jur.) | 1843–1923   | Erzbistumssyndicus                 | Posen 9 (Ostrowo, Adelnau, Schildberg, Kempen)       | Pole                    |
| Moltke, Otto von                 | 1847–1928   | Oberstleutnant a. D./Klosterpropst | Schleswig-Holstein 9 (Pinneberg)                     | Freikonservativ         |
| Mooren, Theodor                  | 1833–1906   | Bürgermeister                      | Köln 2 (Köln (Land), Bergheim, Euskirchen)           | Zentrum                 |
| Moritz, Franz (Dr.)              | 1831–1904   | Arzt                               | Oppeln 6 (Pleß, Rudnik)                              | Zentrum                 |
| Münsterberg, Otto                | 1854–1915   | Kaufmann                           | Danzig 2 (Danzig, Danziger Höhe, Danziger Niederung) | Freisinnige Vereinigung |

## N
| Name                                 | Lebensdaten | Beruf                 | Wahlkreis                                      | Fraktion        |
| ------------------------------------ | ----------- | --------------------- | ---------------------------------------------- | --------------- |
| Nadbyl, Bernhard                     | 1846–1921   | Rechtsanwalt/Notar    | Oppeln 2 (Oppeln)                              | Zentrum         |
| Negelein, Max von                    | 1852–1911   | Landrat               | Kassel 10 (Marburg)                            | Konservativ     |
| Neubarth, Friedrich Eduard           | 1833–1908   | Rentner/Amtsvorsteher | Merseburg 7 (Querfurt, Merseburg)              | Freikonservativ |
| Neumann, Adalbert von                | 1835–1916   | Rittergutsbesitzer    | Liegnitz 1 (Grünberg, Freystadt)               | Konservativ     |
| Neumann, Johann von                  | 1839–1911   | Rittergutsbesitzer    | Frankfurt 3 (Königsberg)                       | Konservativ     |
| Niegolewski, Felichan von (Dr. med.) | 1868–1919   | Augenarzt             | Posen 9 (Ostrowo, Adelnau, Schildberg, Kempen) | Pole            |
| Nielsen, Julius                      | 1848–1920   | Kaufmann              | Schleswig-Holstein 1 (Hadersleben)             | Däne            |
| Nischwitz, Johannes                  | 1840–?      | Rentner               | Liegnitz 9 (Rothenburg, Hoyerswerda)           | Nationalliberal |
| Normann, Oskar von                   | 1844–1912   | Rittergutsbesitzer    | Stettin 6 (Greifenberg, Kammin)                | Konservativ     |

## O
| Name                         | Lebensdaten | Beruf                         | Wahlkreis                                     | Fraktion                                               |
| ---------------------------- | ----------- | ----------------------------- | --------------------------------------------- | ------------------------------------------------------ |
| Oeser, Rudolf                | 1858–1926   | Redakteur Frankfurter Zeitung | Wiesbaden 11 (Frankfurt a. M.)                | Deutsche Volkspartei Hospitant Freisinnige Volkspartei |
| Oldenburg, Elard von         | 1855–1937   | Rittergutsbesitzer            | Danzig 1 (Elbing, Marienburg)                 | Konservativ                                            |
| Opfergelt, Anton (Dr. jur.)  | 1850–1915   | Amtsgerichtsrat               | Aachen 4 (Geilenkirchen, Heinsberg, Erkelenz) | Zentrum                                                |
| Ostrop, Heinrich (Dr. phil.) | 1840–1931   | Gutsbesitzer                  | Münster 4 (Borken, Recklinghausen)            | Zentrum                                                |

## P
| Name                                 | Lebensdaten | Beruf                         | Wahlkreis                                                              | Fraktion                        |
| ------------------------------------ | ----------- | ----------------------------- | ---------------------------------------------------------------------- | ------------------------------- |
| Paasche, Hermann (Dr.)               | 1851–1925   | Prof. d. Staatswissenschaften | Magdeburg 3 (Jerichow I und II)                                        | Nationalliberal                 |
| Pallaske, Adolf                      | 1850–?      | Rechtsanwalt/Notar            | Breslau 1 (Guhrau, Steinau, Wohlau)                                    | Konservativ                     |
| Pappenheim, Karl Rabe von            | 1847–1918   | Rittergutsbesitzer            | Kassel 2 (Hofgeismar, Wolfshagen)                                      | Konservativ                     |
| Pappritz, Curt von                   | 1854–1932   | Ritterschaftsdirektor         | Frankfurt 5 (Weststernberg, Oststernberg)                              | Konservativ                     |
| Pauli, Moritz                        | 1838–1917   | Oberlehrer a. D.              | Potsdam 4 (Oberbarnim, Niederbarnim)                                   | Freikonservativ                 |
| Paulsen, Henning                     | 1850–1916   | Landwirt i. R.                | Schleswig-Holstein 6 (Schleswig ohne Friedrichstadt)                   | Freikonservativ                 |
| Peltasohn, Martin                    | 1849–1912   | Landgerichtsrat               | Bromberg 5 (Mogilno, Znin, Wongrowitz)                                 | Freisinnige Vereinigung         |
| Perbandt-Windekeim, Georg von        | 1825–1907   | Rittergutsbesitzer            | Königsberg 2 (Labiau, Wehlau)                                          | Kons./Bund der Landwirte        |
| Pleß, Ludwig                         | 1825–1906   | Verleger                      | Düsseldorf 9 (Geldern, Kempen)                                         | Zentrum                         |
| Plettenberg-Mehrum, Gustav von       | 1835–1910   | Rittergutsbesitzer            | Düsseldorf 5 (Essen, Mülheim a.d. Ruhr, Duisburg, Oberhausen, Ruhrort) | konservativ                     |
| Porsch, Felix (Dr. jur.)             | 1853–1930   | Rechtsanwalt                  | Breslau 8 (Neurode, Glatz, Habelschwerdt)                              | Zentrum                         |
| Posseldt, Richard                    | 1840–1907   | Kaufmann                      | Königsberg 3 (Königsberg, Fischhausen)                                 | Freisinnige Vereinigung         |
| Praetorius, Hugo                     | 1835–1904   | Rentner                       | Stettin 2 (Randow, Greifenhagen)                                       | Konservativ                     |
| Praschma, Hans Graf                  | 1867–1935   | Rittergutsbesitzer            | Oppeln 9 (Neustadt, Falkenberg)                                        | Zentrum                         |
| Prietze, Hermann                     | 1839–1911   | Geheimer Bergrat              | Trier 5 (Saarbrücken, Ottweiler, St.-Wendel)                           | Nationalliberal                 |
| Prittwitz und Gaffron, Arthur von    | 1844–1906   | Rittergutsbesitzer            | Oppeln 1 (Kreuzburg, Rosenberg)                                        | Konservativ                     |
| Putlitz, Wolfgang Gans Edler Herr zu | 1857–1931   | Gutsbesitzer                  | Stettin 4 (Prieß, Saatzig, Stargard)                                   | Konservativ/ Bund der Landwirte |
| Puttfarken, Heinrich                 | 1846–?      | Hofbesitzer                   | Lüneburg 5 (Dannenberg, Lüchow, Bleckede)                              | Nationalliberal                 |
| Puttkamer, Erich von                 | 1845–1935   | Rittergutsbesitzer            | Köslin 2 (Rummelsburg, Schlawe)                                        | Konservativ                     |

## Q
| Name                                  | Lebensdaten | Beruf              | Wahlkreis                          | Fraktion                        |
| ------------------------------------- | ----------- | ------------------ | ---------------------------------- | ------------------------------- |
| Quast, Wilhelm von                    | 1849–1919   | Rittergutsbesitzer | Potsdam 2 (Ruppin, Templin)        | Konservativ                     |
| Queis, Julius von                     | 1839–1909   | Rittergutsbesitzer | Gumbinnen 7 (Sensburg, Ortelsburg) | Konservativ/ Bund der Landwirte |
| Quistorp, Wernher von (Dr. jur. utr.) | 1856–1908   | Rittergutsbesitzer | Stralsund 2 (Grimmen, Greifswald)  | Konservativ                     |

## R
| Name                                         | Lebensdaten | Beruf                            | Wahlkreis                                                       | Fraktion                |
| -------------------------------------------- | ----------- | -------------------------------- | --------------------------------------------------------------- | ----------------------- |
| Pressentin genannt von Rautter, Bernhard von | 1837–1914   | Fideikommissherr                 | Königsberg 9 (Rastenburg, Gerdauen, Friedland)                  | Konservativ             |
| Reck, Hermann                                | 1847–1931   | Gutsbesitzer                     | Gumninnen 6 (Oletzko, Lyck, Johannisburg)                       | Konservativ             |
| Recke-Volmarstein, Diedrich von der          | 1857–1915   | Großgrundbesitzer                | Liegnitz 3 (Glogau, Lüben)                                      | Konservativ             |
| Reimnitz, Konrad                             | 1843–1904   | Rentner                          | Frankfurt 7 (Guben, Sorau, Forst)                               | Nationalliberal         |
| Reinecke, Julius                             | 1830–1914   | Amtsrat/Domänenpächter           | Liegnitz 2 (Sagan, Sprottau)                                    | Freikonservativ         |
| Reinhard, Franz                              | 1859–1927   | Amtsgerichtsrat                  | Osnabrück 5 (Melle, Iburg)                                      | Zentrum                 |
| Reinicke, Wilhelm                            | 1836–1911   | Amtmann/Rittergutpächter         | Merseburg 5 (Mansfelder Seekr., Mansfelder Gebirgskr.)          | Konservativ             |
| Rewoldt, Max (Dr. jur.)                      | 1855–?      | Rechtsanwalt/Notar               | Stralsund 2 (Grimmen, Greifswald)                               | Freikonservativ         |
| Richter, Eugen                               | 1838–1906   | Schriftsteller                   | Arnsberg 4 (Hagen, Schwelm)                                     | Freisinnige Volkspartei |
| Richthofen, Ernst von                        | 1858–1933   | Rittergutsbesitzer/Landrat a. D. | Liegnitz 6 (Jauer, Bolkenhain, Landeshut)                       | Konservativ             |
| Riesch, Friedrich                            | 1840–1912   | Regierungsrat/Landrat            | Kassel 9 (Kirchhain, Frankenberg)                               | Freikonservativ         |
| Rimpau, Hans                                 | 1854–1919   | Rittergutsbesitzer               | Magdeburg 8 (Oschersleben, Halberstadt, Grafschaft Wernigerode) | Nationalliberal         |
| Rintelen, Viktor (Dr. jur.)                  | 1826–1908   | Geheimer Oberjustizrat           | Aachen 2 (Eupen, Aachen)                                        | Zentrum                 |
| Röchling, Karl (Dr. jur.)                    | 1858–1941   | Landgerichtsrat                  | Trier 5 (Saarbrücken, Ottweiler, St. Wendel)                    | Nationalliberal         |
| Roeren, Hermann                              | 1844–1920   | Oberlandesgerichtsrat            | Trier 3 (Trier)                                                 | Zentrum                 |
| Rosenow, Leopold                             | 1848–1930   | Fabrikbesitzer                   | Berlin 3 (Rechtes Spreeufer, untere Stadt)                      | Freisinnige Volkspartei |
| Rudorf, Hermann                              | 1839–?      | Hofbesitzer                      | Minden 2 (Herford, Halle, Bielefeld)                            | Konservativ             |
| Ruegenberg, Gottfried (Dr. med.)             | 1845–1909   | Sanitätsrat                      | Koblenz 5 (Kochem, Mayen)                                       | Zentrum                 |

## S
| Name                               | Lebensdaten | Beruf                                    | Wahlkreis                                                              | Fraktion                |
| ---------------------------------- | ----------- | ---------------------------------------- | ---------------------------------------------------------------------- | ----------------------- |
| Saldern-Plattenburg, Siegfried von | 1843–1913   | Ritterschaftsdirektor                    | Potsdam 1 (Westprignitz, Ostprignitz)                                  | Konservativ             |
| Sattler, Karl (Dr. phil.)          | 1850–1906   | Stellv. Staatsarchivdirektor             | Hannover 4 (Hannover)                                                  | Nationalliberal         |
| Saucken, Oskar von                 | 1833–1910   | Rittergutsbesitzer/Landrat a. D.         | Königsberg 4 (Heiligenbeil, Preußisch Eylau)                           | Konservativ             |
| Savigny, Karl von (Dr. jur. publ.) | 1855–1928   | Landrat                                  | Minden 3 (Wiedenbrück, Paderborn, Büren)                               | Zentrum                 |
| Schaffner, Wilhelm                 | 1822–1907   | Rentner                                  | Wiesbaden 4 (Unterlahnkreis)                                           | Nationalliberal         |
| Schahnasjan, Max                   | 1852–?      | Hofbesitzer                              | Danzig 2 (Danzig, Danziger Höhe, Danziger Niederung)                   | Freisinnige Vereinigung |
| Schaube, Adolf                     | 1851–1934   | Gymnasialprofessor                       | Breslau 11 (Ohlau, Brieg)                                              | Freikonservativ         |
| Schenckendorff, Emil von           | 1837–1915   | Telegraphendirektionsrat                 | Liegnitz 8 (Lauban, Görlitz)                                           | Nationalliberal         |
| Scherre, Carl August               | 1839–1915   | Freigutsbesitzer                         | Merseburg 6 (Sangerhausen, Eckartsberga)                               | Freikonservativ         |
| Schierstaedt, Friedrich von        | 1825–1905   | Rittergutsbesitzer                       | Frankfurt 6 (Züllichau-Schwiebus, Crossen)                             | Konservativ             |
| Schiffer, Eugen                    | 1860–1954   | Landgerichtsrat                          | Magdeburg 4 (Magdeburg)                                                | Nationalliberal         |
| Schmedding, Adolf                  | 1856–1937   | Landesrat                                | Münster 3 (Münster, Koesfeld)                                          | Zentrum                 |
| Schmidt, Reinhart                  | 1838–1909   | Fabrikbesitzer                           | Arnsberg 4 (Hagen, Schwelm)                                            | Freisinnige Volkspartei |
| Schmidt, Emil                      | 1849–?      | Gutsbesitzer                             | Bromberg 2 (Wirsitz, Bromberg)                                         | Freikonservativ         |
| Schmidt, Karl                      | 1846–1908   | Brauereibesitzer                         | Posen 6 (Fraustadt, Lissa, Rawitsch, Gostyn)                           | Freikonservativ         |
| Schmidt, Otto                      | 1842–1910   | Landgerichtsrat                          | Minden 4 (Warburg, Höxter)                                             | Zentrum                 |
| Schmieding, Theodor                | 1843–1918   | Landgerichtsrat a. D.                    | Arnsberg 5 (Hattingen, Gelsenkirchen, Bochum, Witten, Dortmund, Hörde) | Nationalliberal         |
| Schmitz, Anton                     | 1852–1934   | Justizrat                                | Düsseldorf 2 (Elberfeld, Barmen)                                       | Freisinnige Volkspartei |
| Schön, Matthias                    | 1837–?      | Rittergutsbesitzer                       | Frankfurt 7 (Guben, Sorau, Forst)                                      | Freikonservativ         |
| Schoenaich, Alfred von             | 1860–?      | Majoratsherr                             | Marienwerder 2 (Rosenberg, Graudenz)                                   | Konservativ             |
| Scholz, Gottfried                  | 1837–1926   | Bauerngutsbesitzer                       | Liegnitz 6 (Jauer, Bolkenhain, Landeshut)                              | Konservativ             |
| Schoof, Johann                     | 1826–1906   | Hof-/Ziegeleibesitzer                    | Stade 1 (Jork, Kehdingen)                                              | parteilos               |
| Schroeder, Theodor (Dr. jur.)      | 1860–1951   | Landesrat                                | Kassel 3 (Kassel)                                                      | Nationalliberal         |
| Schroeder, Franz                   | 1831–?      | Privatmann                               | Danzig 3 (Neustadt, Putzig, Karthaus)                                  | Pole                    |
| Schubert, Conrad von               | 1847–1924   | Generalleutnant z.D.                     | Trier 5 (Saarbrücken, Ottweiler, St. Wendel)                           | Parteilos               |
| Schultz, Hugo (Dr.)                | 1838–1904   | Bergschuldirektor                        | Arnsberg 5 (Hattingen, Gelsenkirchen, Bochum, Witten, Dortmund, Hörde) | Nationalliberal         |
| Schulz, Max                        | 1851–1928   | Kaufmann                                 | Berlin 4 (Rechtes Spreeufer, obere Stadt)                              | Freisinnige Volkspartei |
| Schulze-Pelkum, Karl               | 1860–1939   | Landrat                                  | Arnsberg 6 (Hamm, Soest)                                               | Konservativ             |
| Schwartz, Gustav                   | 1860–1909   | Rittergutsbesitzer                       | Posen 6 (Fraustadt, Lissa, Rawitsch, Gostyn)                           | Freikonservativ         |
| Schwarze, Wilhelm                  | 1851–1937   | Amtsgerichtsrat                          | Arnsberg 7 (Lippstadt, Arnsberg, Brilon)                               | Zentrum                 |
| Schweckendieck, Karl               | 1843–1906   | vortragender Rat                         | Lüneburg 7 (Harburg)                                                   | Nationalliberal         |
| Schwerin-Löwitz, Hans Graf von     | 1847–1918   | Präsident Dt. Landwirtschaftsrat         | Stettin 1 (Demmin, Anklam, Usedom-Wollin, Uckermünde)                  | Konservativ             |
| Sernau, Gustav                     | 1852–?      | Stadtgutbesitzer                         | Merseburg 3 (Bitterfeld, Delitzsch)                                    | Konservativ             |
| Seydel, Hugo                       | 1840–1932   | Landgerichtsrat                          | Liegnitz 7 (Hirschberg, Schönau)                                       | Nationalliberal         |
| Sieg, Julius                       | 1848–1923   | Rittergutsbesitzer                       | Marienwerder 4 (Strasburg)                                             | Nationalliberal         |
| Sielermann, Karl                   | 1849–1936   | Landwirt                                 | Minden 1 (Minden, Lübbecke)                                            | Konservativ             |
| Sittart, Hubert                    | 1860–1942   | Lehrer                                   | Aachen 2 (Eupen, Achen)                                                | Zentrum                 |
| Skarzynski, Witold von (Dr. phil)  | 1850–1910   | Publizist und Rittergutsbesitzer         | Posen 5 (Reutonischel, Grätz, Schmiegel, Kosten)                       | Pole                    |
| Solms-Rödelheim, Otto zu           | 1829–1904   | Rittergutsbesitzer                       | Stralsund 1 (Rügen, Franzburg, Stralsund)                              | Konservativ             |
| Spee, Anton von                    | 1866–1924   | k. A.                                    | Düsseldorf 12 (Neuss, Grevenbroich, Krefeld (Land))                    | Zentrum                 |
| Spielgies, Annus                   | 1837–?      | Landwirt                                 | Gumbinnen 1 (Tilsit, Niederung)                                        | Konservativ             |
| Strackman, Karl                    | 1858–?      | Regierungsrat a. D.                      | Koblenz 1 (Wetzlar)                                                    | Konservativ             |
| Staegenwallner, Mathes             | 1835–?      | Gutsbesitzer                             | Gumbinnen 4 (Stallupönen, Goldap, Darkehmen)                           | Konservativ             |
| Stanke, Hugo                       | 1861–?      | Pfarrer                                  | Oppeln 7 (Ratibor)                                                     | Zentrum                 |
| Staudy, Ludwig von                 | 1834–1912   | Generallandschaftsdirektor               | Posen 4 (Meseritz, Bomst)                                              | Konservativ             |
| Stengel, Rudolf                    | 1827–1914   | Grund-/Bergwerksbesitzer                 | Magdeburg 7 (Kalbe, Quedlinburg, Aschersleben)                         | Freikonservativ         |
| Stockmann, Wilhelm (Dr.)           | 1848–1924   | Konsistorialpräsident                    | Schleswig-Holstein 15 (Segeberg)                                       | Freikonservativ         |
| Stöhr, Joachim                     | 1842–?      | Landwirt                                 | Stettin 4 (Pyritz, Saatzig, Stargard)                                  | Konservativ             |
| Stötzel, Gerhard                   | 1835–1905   | Redakteur                                | Koblenz 3 (Koblenz, St. Goar, Garnison von Mainz)                      | Zentrum                 |
| Strachwitz, Alfred von             | 1854–1926   | Rittergutsbesitzer                       | Oppeln 3 (Groß-Strehlitz, Lublinitz)                                   | Zentrum                 |
| Strachwitz, Anton von              | 1861–?      | Rittergutsbesitzer                       | Breslau 9 (Frankenstein, Münsterberg)                                  | Zentrum                 |
| Strombeck, Josef von               | 1830–1915   | Landgerichtsrat                          | Erfurt 2 (Heiligenstadt, Worbis)                                       | Zentrum                 |
| Strosser August                    | 1848–1915   | Generalsek. d. Hauptvereins d. Dt. Kons. | Breslau 4 (Breslau)                                                    | Konservativ             |
| Strzoda, Franz                     | 1857–1928   | Bauerngutsbesitzer                       | Oppeln 9 (Neustadt, Falkenberg)                                        | Zentrum                 |
| Stubbendorff, Hans                 | 1851–1931   | Rittergutsbesitzer                       | Potsdam 1 (Westprignitz, Ostprignitz)                                  | Freikonservativ         |
| Stull, Bernhard                    | 1865–1918   | Pfarrer                                  | Oppeln 10 (Neiße, Grottkau)                                            | Zentrum                 |
| Stupp, Karl                        | 1841–1925   | Rentner                                  | Aachen 3 (Düren, Jülich)                                               | Zentrum                 |
| Stychel, Anton                     | 1859–1935   | Prälat                                   | Posen 7 (Schrimm, Schroda, Wreschen)                                   | Pole                    |
| Szumann, Heinrich (Dr. jur.)       | 1822–1910   | Privatmann                               | Posen 7 (Schrimm, Schroda, Wreschen)                                   | Pole                    |

## T
| Name              | Lebensdaten | Beruf              | Wahlkreis                                 | Fraktion                |
| ----------------- | ----------- | ------------------ | ----------------------------------------- | ----------------------- |
| Thies, Wilhelm    | 1835–1904   | Rittergutsbesitzer | Lüneburg 2 (Celle, Burgdorf)              | Nationalliberal         |
| Tourneau, Wilhelm | 1856–?      | Landgerichtsrat    | Erfurt 2 (Heiligenstadt, Worbis)          | Zentrum                 |
| Traeger, Albert   | 1830–1912   | Rechtsanwalt/Notar | Berlin 1 (Linkes Spreeufer, untere Stadt) | Freisinnige Volkspartei |
| Trimborn, Karl    | 1854–1921   | Justizrat          | Köln 1 (Köln)                             | Zentrum                 |

## U
| Name          | Lebensdaten | Beruf       | Wahlkreis                              | Fraktion        |
| ------------- | ----------- | ----------- | -------------------------------------- | --------------- |
| Ulrichs, Karl | 1836–?      | Hofbesitzer | Stade 5 (Osterholz, Blumenthal, Achim) | Nationalliberal |

## V
| Name                    | Lebensdaten | Beruf                                                   | Wahlkreis                                                     | Fraktion        |
| ----------------------- | ----------- | ------------------------------------------------------- | ------------------------------------------------------------- | --------------- |
| Veltheim, Werner von    | 1843–1919   | Majoratsbesitzer                                        | Potsdam 4 (Oberbarnim, Niederbarnim)                          | Konservativ     |
| Viereck, Karl           | 1853–1916   | Landgerichtsdirektor                                    | Bromberg 1 (Filehne, Czarnikau, Kolmar)                       | Freikonservativ |
| Vogt, Paul              | 1855–1905   | Rechtsanwalt/Notar                                      | Oppeln 2 (Oppeln)                                             | Zentrum         |
| Volger, Karl            | 1848–?      | Gutsbesitzer                                            | Hildesheim 7 (Northeim, Einbeck, Uslar)                       | Freikonservativ |
| Voltz, Hans (Dr. phil.) | 1861–1916   | Generalsek. Oberschles. Berg- u. Hüttenmännische Verein | Oppeln 5 (Tarnowitz, Beuthen, Königshütte, Zabrze, Kattowitz) | Nationalliberal |
| Vorster, Julius         | 1845–1932   | Fabrikbesitzer                                          | Düsseldorf 8 (Moers)                                          | Freikonservativ |
| Voß, August             | 1856–?      | Maurermeister                                           | Hannover 6 (Linden)                                           | Nationalliberal |

## W
| Name                                 | Lebensdaten | Beruf                      | Wahlkreis                                                              | Fraktion                |
| ------------------------------------ | ----------- | -------------------------- | ---------------------------------------------------------------------- | ----------------------- |
| Wagner, Ernst (Dr. phil)             | 1855–?      | Mathematiker               | Breslau 4 (Breslau)                                                    | Freikonservativ         |
| Waldow, Achatz von                   | 1852–1904   | Rittergutsbesitzer         | Frankfurt 1 (Arnswalde, Friedeberg)                                    | Konservativ             |
| Waldow, Bernhard von                 | 1856–1914   | Rittergutsbesitzer         | Frankfurt 1 (Arnswalde, Friedeberg)                                    | Konservativ             |
| Wallbrecht, Ferdinand von            | 1840–1905   | Baurat                     | Hannover 4 (Hannover)                                                  | Nationalliberal         |
| Wallenborn, Peter                    | 1848–1917   | Privatmann                 | Trier 1 (Daun, Prüm, Bitburg)                                          | Zentrum                 |
| Wamhoff, Hermann                     | 1849–1915   | Hofbesitzer                | Osnabrück 4 (Osnabrück)                                                | Nationalliberal         |
| Wartensleben, Ludwig von             | 1831–1926   | Landrat a. D.              | Magdeburg 3 (Jerichow II, Jerichow I)                                  | Konservativ             |
| Wartensleben, Hans von               | 1836–?      | Generalleutnant z.D.       | Stettin 6 (Greifenberg, Kammin)                                        | Konservativ             |
| Wattendorff, Heinrich                | 1845–1909   | Rentner                    | Münster 2 (Steinfurt, Ahaus)                                           | Zentrum                 |
| Wellstein, Georg                     | 1849–1917   | Oberlandesgerichtsrat      | Koblenz 3 (Koblenz, St. Goar, Garnison von Mainz)                      | Zentrum                 |
| Wenden, Friedrich von                | 1866–?      | Rittergutsbesitzer         | Köslin 4 (Köslin, Kolberg-Köslin, Bublitz)                             | Konservativ             |
| Wense, August von der                | 1854–1930   | Oberstleutnant z.D.        | Lüneburg 4 (Uelzen)                                                    | Freikonservativ         |
| Wentorp, Karl                        | 1842–?      | Rentner                    | Schleswig-Holstein 19 (Herzogtum Lauenburg)                            | Freikonservativ         |
| Wentzel, Ernst von                   | 1851–?      | Fideikommissbesitzer       | Posen 4 (Meseritz, Bomst)                                              | Bund der Landwirte      |
| Werner, Ludwig                       | 1855–1928   | Redakteur                  | Kassel 6 (Rotenburg, Hersfeld)                                         | Reformpartei            |
| Westermann, Heinrich                 | 1855–1925   | Gutsbesitzer               | Arnsberg 5 (Hattingen, Gelsenkirchen, Bochum, Witten, Dortmund, Hörde) | Nationalliberal         |
| Wester Schulte, Wilhelm              | 1846–?      | Gutsbesitzer               | Münster 5 (Lüdinghausen, Beckum, Warendorf)                            | Zentrum                 |
| Wiemer, Otto (Dr.)                   | 1868–1931   | Syndikus                   | Erfurt 1 (Nordhausen, Grafschaft Hohenstein)                           | Freisinnige Volkspartei |
| Wiersdorff, Walter                   | 1853–1932   | Zuckerfabrik-/Gutsbesitzer | Magdeburg 8 (Oschersleben, Halberstadt, Grafschaft Wernigerode)        | Nationalliberal         |
| Wiese, Bodo                          | 1856–1905   | Rittergutsbesitzer         | Gumbinnen 5 (Angerburg, Lötzen)                                        | Konservativ             |
| Wietersheim, Walter von              | 1863–1919   | Herrschaftsbesitzer        | Liegnitz 4 (Bunzlau, Löwenberg)                                        | Konservativ             |
| Wilckens, Fritz                      | 1861–1913   | Herrschaftsbesitzer        | Marienwerder 8 (Flatow, Deutsch-Krone)                                 | Konservativ             |
| Will, Arthur                         | 1848–1912   | Hofbesitzer                | Köslin (Lauenburg, Bütow, Stolp)                                       | Konservativ             |
| Willebrandt, Joseph                  | 1829–1922   | Amtsgerichtsrat a. D.      | Münster 5 (Lüdinghausen, Beckum, Warendorf)                            | Zentrum                 |
| Willert, Heinrich von                | 1841–1919   | Major a. D.                | Breslau 3 (Groß-Wartenberg, Namslau, Öls)                              | Konservativ             |
| Willisen, Hans von                   | 1837–1905   | Generalleutnant z.D.       | Frankfurt 9 (Luckau, Lübben)                                           | Konservativ             |
| Winckler, Friedrich                  | 1856–1943   | Landrat a. D.              | Merseburg 8 (Weißenfels, Naumburg, Zeitz)                              | Konservativ             |
| Witt, Karl                           | 1851–?      | Gutsbesitzer               | Marienwerder 1 (Stuhm, Marienwerder)                                   | Freikonservativ         |
| Witt, Hermann de                     | 1856–1909   | Amtsgerichtsrat            | Köln 4 (Siegkreis, Mülheim a. Rh., Wipperfürth)                        | Zentrum                 |
| Witzmann, Julius                     | 1848–?      | Landgerichtsrat            | Liegnitz 5 (Haynau-Goldberg, Liegnitz)                                 | Nationalliberal         |
| Wolff, August                        | 1844–1914   | Besoldeter Beigeordneter   | Wiesbaden 8 (Wiesbaden (Land), Höchst)                                 | Nationalliberal         |
| Wolff-Gorki, Eugen (Dr. jur.)        | 1859–1926   | Landrat z.D.               | Bromberg 5 (Mogilno, Znin, Wongrowitz)                                 | Konservativ             |
| Wolff, Eduard                        | 1852–1914   | Rechtsanwalt/Notar         | Posen 6 (Fraustadt, Lissa, Rawitsch, Gostyn)                           | Freisinnige Vereinigung |
| Wolff-Metternich, Ferdinand von      | 1855–1919   | Oberförster/Gutsbesitzer   | Trier 2 (Wittlich, Bernkastel)                                         | Zentrum                 |
| Wolgast, Friedrich                   | 1863–1907   | Volksschullehrer           | Schleswig-Holstein 14 (Kiel, Neumünster)                               | Freisinnige Volkspartei |
| Woyna, Wilhelm Dewitz von (Dr. jur.) | 1857–1930   | Landrat                    | Hannover 3 (Stolzenau, Neustadt)                                       | Freikonservativ         |

## Z
| Name                          | Lebensdaten | Beruf                   | Wahlkreis                                     | Fraktion                |
| ----------------------------- | ----------- | ----------------------- | --------------------------------------------- | ----------------------- |
| Zedlitz-Neukirch, Octavio von | 1840–1919   | Präs. Seehandlung a. D. | Erfurt 3 (Langensalza, Weißensee, Mühlhausen) | Freikonservativ         |
| Zehnhoff, Hugo am (Dr. jur.)  | 1855–1930   | Rechtsanwalt/Notar      | Aachen 1 (Schleiden, Malmedy, Montjoie)       | Zentrum                 |
| Ziesché, Hermogenes           | 1846–1910   | Rektor                  | Breslau 4 (Breslau)                           | Zentrum                 |
| Zindler, Max                  | 1852–1908   | Guts-/Fabrikbesitzer    | Bromberg 1 (Filehne, Czarnikau, Kolmar)       | Freikonservativ         |
| Zuckschwerdt, Wilhelm         | 1852–1931   | Kaufmann/Bankgeschäft   | Magdeburg 4 (Magdeburg)                       | Nationalliberal         |
| Zwick, Hermann (Dr. phil.)    | 1839–1906   | Schulrat                | Berlin 3 (Rechtes Spreeufer, untere Stadt)    | Freisinnige Volkspartei |